# Зайцев Олексій Миколайович
Олексій Миколайович Зайцев (нар. 12 березня 1924, село Сутупово, тепер Данковського району Липецької області, Російська Федерація — пом. 2014, місто Мінськ, Республіка Білорусь) — радянський військовий діяч, командувач 13-ю армією Прикарпатського військового округу, генерал-полковник. Депутат Верховної Ради УРСР 9-го скликання.

## Біографія
Народився у селянській родині. Закінчив семирічну Перехвальську школу Данковського району.
У 1941 році закінчив Данковське педагогічне училище і працював вчителем Перехвальської семирічної школи.
У Червоній Армії з жовтня 1941 року, учасник радянсько-німецької війни. Воював під Можайськом на Західному фронті, був поранений, довгий час лікувався у московському госпіталі.
У 1943 році закінчив Саранське піхотне училище. Командував кулеметним взводом, був командиром окремої розвідувальної роти, заступником начальника штабу (по розвідці) 48-го полку 38-ї стрілецької дивізії 47-ї армії Воронезького, 1-го Українського фронтів.
Член ВКП(б) з 1944 року.
Після війни продовжив службу в Радянській Армії. Служив ад'ютантом начальника штабу Київського військового округу, потім був командиром взводу у гарнізоні міста Глухова Сумської області, начальником фізичної підготовки полку, закінчив військові курси у Ленінграді.
У 1953 році закінчив факультет тактики Військово-педагогічного інституту.
З 1953 року працював викладачем тактики Благовєщенського військового училища Амурської області РРФСР.
З 1957 — начальник штабу мотострілецького полку. Служив заступником, а з 1960 — командиром навчального мотострілецького полку.
З 1965 р. — заступник командира, командир мотострілецької дивізії.
У 1967 році закінчив Військову академію Генерального штабу Збройних Сил СРСР.
З 1967 р. — заступник начальника штабу військового з'єднання Туркестанського військового округу, командир корпусу.
У лютому 1973 — серпні 1975 р. — командувач 13-ю армією Червонопрапорного Прикарпатського військового округу.
У вересні 1975 — 1980 р. — 1-й заступник командувача військами Південної групи військ (Угорщина).
У 1980 — 1985 р. — 1-й заступник командувача військами Червонопрапорного Одеського військового округу.
У 1985 — 1990 р. — головний військовий радник Збройних Сил СРСР при Революційних Збройних Силах Республіки Куба.
Потім — у відставці. Проживав у Мінську.
Автор книги «На острие красных стрел» (Москва, 1988).

## Звання
- генерал-майор
- генерал-лейтенант (4.11.1973)
- генерал-полковник

## Нагороди
- орден Леніна
- три ордени Червоного Прапора
- два ордени Червоної Зірки
- два ордени Вітчизняної війни 1-го ст.
- орден Вітчизняної війни 2-го ст.
- медалі